# Rajendra Bikram Shah
Rajendra Bir Bikram Shah Dev (1813-1881) est roi du Népal de 1816 à 1847, année où il est forcé d'abdiquer en faveur de son fils Surendra. En 1839 il construisit le Tallo Durbar ('Palais inférieur') de Gorkha qui, depuis 2008, abrite les collections du 'Musée de Gorkha'.